# 지시스 브리자스
지시스 브리자스(그리스어: Ζήσης Βρύζας, 1973년 11월 9일, 카발라 ~)는 전 그리스의 축구 선수이자 PAOK의 기술 디렉터이다. 그는 1973년 11월 9일, 마케도니아 지역에 위치한 북부 그리스 도시인 카발라 출신이다. 그는 국내 및 해외의 다수 구단, 국가대표팀에서 스트라이커로 활약했었고, UEFA 유로 2004의 우승팀 멤버이기도 하다. 은퇴 후, 그는 PAOK의 기술 디렉터로 일하였고, 테오도로스 자고라키스의 사임 이후, 단 기간 동안 임시 클럽 회장을 맡기도 했다. 2010년 8월 16일, 브리자스는 그리스 국가대표팀의 수석코치로 임명되었다.

## 클럽 경력
브리자스는 스코다 크산티에서 축구를 시작하였고, 그의 축구 재능은 국내 및 해외 대형 클럽들의 관심을 샀다. 1996년, 브리자스는 PAOK로 이적하였고, PAOK 팬들은 그의 힘, 투지, 그리고 헌신감에 매료되었고, 그들은 브리자스를 중요한 골을 많이 넣는 선수로 묘사하고 있다. PAOK에서 그에게 있어 가장 중요한 일은 1997-98 시즌 UEFA컵 1라운드 2차전에서 일어났다. 그 경기는 아스널과의 하이버리 원정으로 그는 87분에 동점골을 득점 (경기는 1-1로 종료, 합계 2-1) 하여 앞에 명시한 바와 같이 PAOK는 전 시즌 더블을 달성한 프리미어리그 거함을 제치고 다음 라운드에 진출했다.
2000년, PAOK가 부채의 비효율적인 처리와 대주주의 방만 경영으로 극심한 재정난에 시달리자, 브리자스는 이탈리아 세리에 A 강등권 클럽인 페루자로 이적했다. 페루자에서, 그는 다시 근면함과, 새 환경에 대한 적응력으로 지역 팬들의 인기를 샀고, 세르세 코스미의 페루자가 세리에 A에 계속 잔류하는데 중요한 역할을 했다. 그는 페루자에서의 우수한 활약으로 2003년에 한때 화려했으나 당시 세리에 B에서 고전하던 피오렌티나와 더 큰 금액의 계약을 하게 되었다. 아이러니하게도, 보라 군단이 세리에 B 6위를 차지하고 페루자가 세리에 A를 15위로 끝내면서, 2차전 플레이오프에서 둘이 맞붙자, 피오렌티나는 페루자를 누르고 세리에 A에 승격되었다.
2004년, 그리스 스트라이커는 피오렌티나에서 셀타 비고에 임대로 이적하였고, 영구 이적 조항이 붙었다. 그리스 스트라이커는 결국 셀타 비고를 떠나 또다른 북이탈리아의 인기 구단인 토리노에 2006년 1월 합류해 스페인 구단과의 계약이 끝나기 전까지 머물게 되었다.
2006년 여름, 브리자스는 그리스로 복귀해 그가 프로 무대를 데뷔했던 스코다 크산티에 재입단했다. 2007년 6월, 그는 PAOK와 2년 계약을 체결해 "마음 속의 클럽"에 합류했다. 그 곳에서 그는 19990년대 PAOK와 그리스 국가대표팀의 오랜 동기와 동료이며 막 회장이 된 테오도로스 자고라키스와 재회했다. 브리자스는 PAOK에 복귀하면서 그에게 있어 감정적인 선택이었으며, 경력의 마침표를 찍을 곳으로, 앞으로 유년 시절부터 지지하던 클럽과 함께할 것임을 선언했다.

## 국가대표팀 경력
브리자스는 1994년 10월, 4-0으로 이긴 핀란드와의 UEFA 유로 1996 예선전 홈경기에서 그리스 데뷔전을 치렀다. 그는 3달 후에 라르나카에서 열린 키프로스와의 친선경기에서 첫 골을 득점했으나, 포르투갈에서 열린 2004년 대회가 되어서야 다시 출장 기회를 잡을 수 있었다.
비록 많은 득점을 하는 골잡이는 아니었으나, 브리자스는 특유의 집요함으로, 상대 수비진과 쉴새 없이 경합하여 공격하는 동료를 위해 기회를 창출해내고 공간을 넓히는 능력을 가지고 있었고, 공중 경합 능력 외에도 패스 능력을 통해 그가 속했던 클럽은 물론 그리스 국가대표팀이 2004년 대회에 우승할 때에 스스로를 빛나게 했다. 그는 우승을 거두었던 그리스의 주전 11명 선수들 중 한명으로, 그리스가 1-2로 러시아와의 경기에서 골키퍼를 넘기는 훌륭한 로빙슛으로 중요한 득점을 성공시켰다. 그의 득점으로 승점에서 동률을 이룬 스페인에게 골득실에서 우위를 점하였고, 대회의 아웃사이더는 8강에 진출할 수 있었다.

## 은퇴 후 경력
2008년 1월 6일, 브리자스는 라리사와의 PAOK 툼바 경기장 마지막 홈경기를 라자로스 흐리스토둘로풀로스의 골로 1-0으로 이기며 성공적으로 치른 후, 골은 브리자스에 바쳐졌다. 브리자스는 흐리스토둘로풀로스와 82분에 교체되어 들어가면서 팬들로부터 기립 박수를 받았고, 긴 호명을 들었고, 이 호명은 경기 끝에 브리자스가 감사를 표시하고 경기장의 "작별 라운드"가 끝날 때까지 지속되었다.
2008년 1월 8일, 브리자스는 공식적으로 PAOK의 기술 디렉터로 임명되었다. 그는 새 직위를 맡으면서 2008년, PAOK에 파블로 콘트레라스, 즐라탄 무슬리모비치, 비에이리냐, 리누, 그리고 파블로 가르시아를 데려왔다. 그는 라자로스 흐리스토둘로풀로스와 흐리스토스 멜리시스를 파나티나이코스에 €4.3M의 가격으로, 다니에우 페르난드스를 보훔에 €1.1M의 가격으로 매각했다.
2009년 7월, 그는 PAOK에 미르코 사비니, 올리비에 솔랭, 루시오 필로메노, 브루노 치릴로, 무함마드 아부바카리, 그리고 그리스의 기대주 수문장인 바실리오스 쿠치아니쿨리스를 영입하는데 성공했다.
2009년 10월 9일, 브리자스는 테오도로스 자고라키스가 사적인 이유로 PAOK 회장직을 사임하자, 임시 회장이 되었다.
2010년 8월 11일, 브리자스는 PAOK의 기술 디렉터직에서 물러났다.
닷새 후, 그는 페르난두 산투스 그리스 국가대표팀 감독의 코칭스태프가 되었다.

## 경력 통계
| 클럽 경력 | 클럽 경력     | 클럽 경력       | 리그 | 리그 | 컵            | 컵            | 리그컵                 | 리그컵                 | 대륙 | 대륙 | 합계 | 합계 |
| 시즌      | 클럽          | 리그            | 출장 | 골   | 출장          | 골            | 출장                   | 골                     | 출장 | 골   | 출장 | 골   |
| 그리스    | 그리스        | 그리스          | 리그 | 리그 | 그리스 컵     | 그리스 컵     | 리그컵                 | 리그컵                 | 유럽 | 유럽 | 합계 | 합계 |
| --------- | ------------- | --------------- | ---- | ---- | ------------- | ------------- | ---------------------- | ---------------------- | ---- | ---- | ---- | ---- |
| 1991–92   | 스코다 크산티 | 알파 에트니키   | 12   | 3    | 3             | 0             | —                      | —                      | 0    | 0    |      |      |
| 1992–93   | 스코다 크산티 | 알파 에트니키   | 33   | 7    | 2             | 0             | —                      | —                      | 0    | 0    |      |      |
| 1993–94   | 스코다 크산티 | 알파 에트니키   | 30   | 6    | 4             | 1             | —                      | —                      | 0    | 0    |      |      |
| 1994–95   | 스코다 크산티 | 알파 에트니키   | 21   | 3    | 4             | 2             | —                      | —                      | 0    | 0    | 25   | 5    |
| 1995–96   | 스코다 크산티 | 알파 에트니키   | 26   | 12   | 6             | 1             | —                      | —                      | 0    | 0    | 32   | 13   |
| 1996–97   | PAOK          | 알파 에트니키   | 31   | 9    | 2             | 0             | —                      | —                      | 0    | 0    | 33   | 9    |
| 1997–98   | PAOK          | 알파 에트니키   | 30   | 3    | 8             | 4             | —                      | —                      | 5    | 1    | 43   | 8    |
| 1998–99   | PAOK          | 알파 에트니키   | 33   | 4    | 2             | 0             | —                      | —                      | 2    | 0    | 37   | 4    |
| 1999-2000 | PAOK          | 알파 에트니키   | 24   | 3    | 5             | 1             | —                      | —                      | 4    | 0    | 33   | 4    |
| 2000–01   | PAOK          | 알파 에트니키   | 0    | 0    | 6             | 1             | —                      | —                      | 0    | 0    | 6    | 1    |
| 이탈리아  | 이탈리아      | 이탈리아        | 리그 | 리그 | 코파 이탈리아 | 코파 이탈리아 | 리그컵                 | 리그컵                 | 유럽 | 유럽 | 합계 | 합계 |
| 2000–01   | 페루자        | 세리에 A        | 34   | 9    | 0             | 0             | —                      | —                      | 0    | 0    | 34   | 9    |
| 2001–02   | 페루자        | 세리에 A        | 33   | 8    | 3             | 2             | —                      | —                      | 0    | 0    | 36   | 10   |
| 2002–03   | 페루자        | 세리에 A        | 30   | 5    | 5             | 1             | —                      | —                      | 2    | 0    | 37   | 6    |
| 2003–04   | 페루자        | 세리에 A        | 9    | 3    | 2             | 0             | —                      | —                      | 9    | 0    | 20   | 3    |
| 2003–04   | 피오렌티나    | 세리에 B        | 20   | 4    | 0             | 0             | —                      | —                      | 0    | 0    | 20   | 4    |
| 2004–05   | 피오렌티나    | 세리에 A        | 0    | 0    | 2             | 0             | —                      | —                      | 0    | 0    | 2    | 0    |
| 스페인    | 스페인        | 스페인          | 리그 | 리그 | 코파 델 레이  | 코파 델 레이  | 수페르코파 데 에스파냐 | 수페르코파 데 에스파냐 | 유럽 | 유럽 | 합계 | 합계 |
| 2004–05   | 셀타 비고     | 세군다 디비시온 | 32   | 7    | 1             | 0             | —                      | —                      | 0    | 0    | 33   | 7    |
| 이탈리아  | 이탈리아      | 이탈리아        | 리그 | 리그 | 코파 이탈리아 | 코파 이탈리아 | 리그컵                 | 리그컵                 | 유럽 | 유럽 | 합계 | 합계 |
| 2005–06   | 피오렌티나    | 세리에 A        | 0    | 0    | 1             | 0             | —                      | —                      | 0    | 0    | 1    | 0    |
| 2005–06   | 토리노        | 세리에 B        | 11   | 2    | 0             | 0             | —                      | —                      | 0    | 0    | 11   | 2    |
| 그리스    | 그리스        | 그리스          | 리그 | 리그 | 그리스 컵     | 그리스 컵     | 리그컵                 | 리그컵                 | 유럽 | 유럽 | 합계 | 합계 |
| 2006–07   | 스코다 크산티 | 수페르리가      | 16   | 1    | 3             | 0             | —                      | —                      | 1    | 0    | 20   | 1    |
| 2007–08   | PAOK          | 수페르리가      | 13   | 0    | 1             | 0             | —                      | —                      | 0    | 0    | 14   | 0    |
| 합계      | 그리스        | 그리스          | 269  | 51   | 46            | 10            | —                      | —                      | 12   | 1    | 327  | 62   |
| 합계      | 이탈리아      | 이탈리아        | 137  | 31   | 13            | 3             | —                      | —                      | 11   | 0    | 161  | 34   |
| 합계      | 스페인        | 스페인          | 32   | 7    | 1             | 0             | —                      | —                      | 0    | 0    | 33   | 7    |
| 경력 합계 | 경력 합계     | 경력 합계       | 440  | 89   | 60            | 13            | —                      | —                      | 23   | 1    | 521  | 103  |

## 수상
그리스
- UEFA 유럽 축구 선수권 대회: 2004